# Sennecey-lès-Dijon
Sennecey-lès-Dijon é uma comuna francesa na região administrativa da Borgonha-Franco-Condado, no departamento de Côte-d'Or. Estende-se por uma área de 3,42 km². Em 2010 a comuna tinha 2 056 habitantes (densidade: 601,2 hab./km²).